# 山形鐘螺
山形鐘螺（学名：Trochus calcaratus）为鐘螺科鐘螺屬下的一个种。